# Christoph Göbel (Politiker)

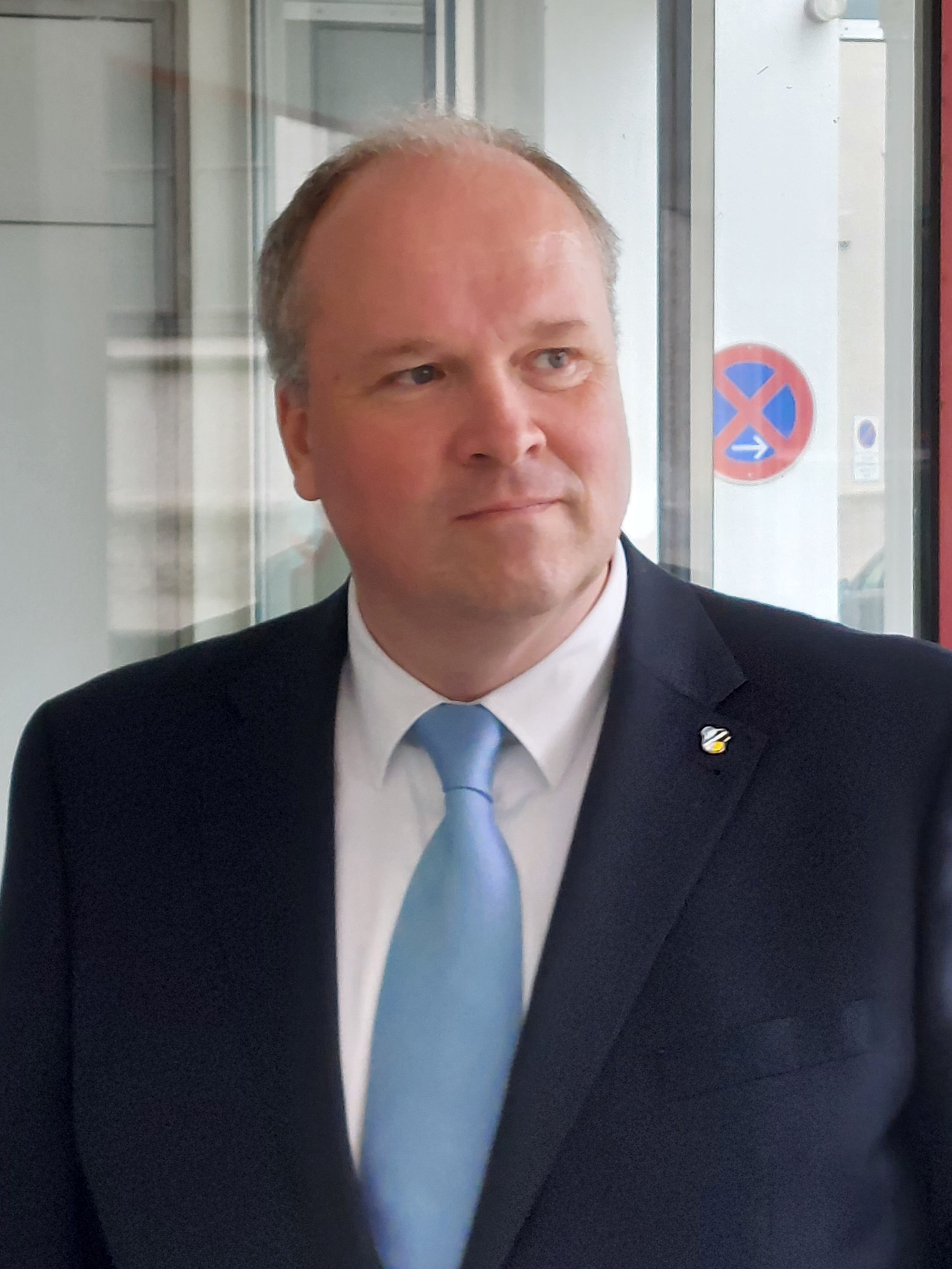
Christoph Göbel (2024)

Christoph Göbel (* 19. Dezember 1974 in München) ist ein deutscher Kommunalpolitiker (CSU) und Rechtsanwalt. Er war ab 2003 der 1. Bürgermeister der Gemeinde Gräfelfing und ist seit 2014 Landrat des Landkreises München.

## Leben
Göbel wurde als zweites von vier Kindern geboren. Nach dem Abitur am Kurt-Huber-Gymnasium in Gräfelfing  im Jahr 1994 und dem Wehrdienst an der Offizierschule der Luftwaffe in Fürstenfeldbruck studierte er Rechts- und Verwaltungswissenschaften an der Ludwig-Maximilians-Universität und der Deutschen Universität für Verwaltungswissenschaften Speyer. Seit 2012 ist er mit seiner aus der Mongolei stammenden Frau Ochmaa verheiratet, das Ehepaar hat vier Kinder. Er entstammt väterlicherseits einer alten Schweizer Familie mit u. a. niederländischen und britischen Wurzeln. Sein Ur-Urgroßvater war Willem Jan Holsboer, Mitbegründer der Rhätischen Bahn und des Kurortes Davos. Er ist Mitglied des Corps Transrhenania München.

### Berufliches
Als Rechtsreferendar arbeitete er in Justiz und Verwaltung des Freistaats Bayern und im Justiziariat des Bayerischen Landtags, ehe er sich nach erfolgreicher zweiter juristischer Staatsprüfung im Jahr 2002 als selbstständiger Rechtsanwalt in Gräfelfing niederließ. Davor war er fünf Jahre lang bei der Rechtsanwaltskanzlei Linklaters Oppenhoff und Rädler in München tätig. 
Nebenberuflich arbeitet er als Lehrbeauftragter an der Deutschen Hochschule für Verwaltungswissenschaften Speyer und in der Ausbildung von Rechtsreferendaren bei der Regierung von Oberbayern. Bis 2014 war er auch ehrenamtlicher Richter in der Disziplinarkammer des Bayerischen Verwaltungsgerichts München.

### Politiker
Göbel ist Mitglied der CSU. Im Jahr 1996 wurde er in den Gemeinderat von Gräfelfing gewählt. Im Jahr 2002 übernahm er das Amt des 2. Bürgermeisters und im März 2003 folgte seine Wahl zum 1. Bürgermeister Gräfelfings. Dieses Amt übte er bis zum 30. April 2014 aus. Darüber hinaus ist er seit über zehn Jahren Mitglied des Kreistags und dort Finanzreferent des Landkreises München. Nach der Kommunalwahl 2008 wurde er vom Kreistag einstimmig zum stellvertretenden Landrat bestimmt. 
Bei der Kommunalwahl am 16. März 2014 kandidierte Göbel als Landrat des Landkreis München. Er erreichte 42,7 Prozent der Stimmen, die SPD-Kandidatin Annette Ganssmüller-Maluche als Zweitplatzierte 28,4 Prozent. In der Stichwahl erhielt Göbel am 30. März 2014 55,3 Prozent und gewann damit das Amt des Landrats für die CSU zurück.
Seit 2014 ist Göbel Vorsitzender des Planungsverbands Äußerer Wirtschaftsraum München sowie stellvertretender Vorsitzender des Vereins Europäische Metropolregion München e.V.